# 我不是女神
我不是女神是香港女藝人兼歌手簡淑兒一首2017年推出的單曲，由伍樂城作曲，張楚翹填詞。

## 背景與創作
簡淑兒參選《2012年度香港小姐競選》進入演藝圈，2015年以組合少女標本成員身份出道，其後再因參演劇集而獲得關注，成為被稱為「女神」的女藝人 。2017年她推出的這支個人名義單曲我不是女神，即為她此一背景度身訂造，藉以表達她對「女神」稱號的看法，她的取態是否認自己是「女神」，歌詞亦表達了對平凡愛情的渴望。
我不是女神由伍樂城作曲、編曲及監製，張楚翹填詞。

## 音樂影片
音樂影片遠赴日本的一些拍拖勝地取景，以男朋友角度拍攝簡淑兒，以表現她是平易近人的女生，並非高高在上的「女神」。

## 備註
1. ↑  同年香港女歌手鄭欣宜推出了其代表作女神，早於我不是女神。